# Вилађо Медитеранео (Рагуза)
Вилађо Медитеранео је насеље у Италији у округу Рагуза, региону Сицилија.
Према процени из 2011. у насељу је живело 4 становника. Насеље се налази на надморској висини од 42 м.